# Робертсдейл (Алабама)
Робертсдейл (англ. Robertsdale) — місто (англ. city) в США, в окрузі Болдвін штату Алабама. Населення — 6708 осіб (2020).

## Історія
Південна корпорація плантацій Чикаго, штат Іллінойс, заснувала Робертсдейл в 1905 році. Вони вибрали нинішнє місце розташування міста в основному через родючі сільськогосподарські землі і той факт, що Луїсвілльська і Нешвілльська залізниця перед тим продовжила залізничну гілку до міста Фолі, штат Алабама. Місто було названо на честь одного із співробітників корпорації, доктора Б. Робертса, і було зареєстровано в 1921 році.

## Опис
Робертсдейл розташований в самому центрі округу Болдвін. Центральне розташування міста забезпечує швидкий і легкий доступ до красивих білих піщаних пляжів затоки Шорс, штат Алабама та портів Мобіл, штат Алабама і Пенсакола, штат Флорида.
В місті багато парків, церков, магазинів і ресторанів. Місто надає свої власні комунальні послуги, які включають електроенергію, природний газ, воду і каналізаційні послуги. У місті також діє публічна бібліотека, яка пропонує кілька громадських комп'ютерних терміналів, дітям читання програм і поточних бестселерів. В Робертсдейлі розташовані початкова та середня школи.

## Географія
Робертсдейл розташований за координатами 30°33′26″ пн. ш. 87°42′17″ зх. д. / 30.55722° пн. ш. 87.70472° зх. д. (30.557139, -87.704710).  За даними Бюро перепису населення США в 2010 році місто мало площу 14,15 км², з яких 14,12 км² — суходіл та 0,03 км² — водойми.

## Демографія
Згідно з переписом 2010 року, у місті мешкало 5276 осіб у 1951 домогосподарстві у складі 1392 родин. Густота населення становила 373 особи/км².  Було 2164 помешкання (153/км²).
Расовий склад населення:
| - 85,3 % — білих - 5,4 % — чорних або афроамериканців - 0,8 % — корінних американців - 0,5 % — азіатів - 6,1 % — осіб інших рас |

До двох чи більше рас належало 1,9 %. Частка іспаномовних становила 9,2 % від усіх жителів.
За віковим діапазоном населення розподілялося таким чином: 27,3 % — особи молодші 18 років, 58,5 % — особи у віці 18—64 років, 14,2 % — особи у віці 65 років та старші. Медіана віку мешканця становила 33,8 року. На 100 осіб жіночої статі у місті припадало 89,7 чоловіків;  на 100 жінок у віці від 18 років та старших — 85,4 чоловіків також старших 18 років.
Середній дохід на одне домашнє господарство  становив 56 299 доларів США (медіана — 47 364), а середній дохід на одну сім'ю — 63 455 доларів (медіана — 56 726). Медіана доходів становила 35 787 доларів для чоловіків та 33 742 долари для жінок. За межею бідності перебувало 10,6 % осіб, у тому числі 15,7 % дітей у віці до 18 років та 4,9 % осіб у віці 65 років та старших.
Цивільне працевлаштоване населення становило 2789 осіб. Основні галузі зайнятості: роздрібна торгівля — 19,6 %, будівництво — 15,7 %, виробництво — 13,9 %, освіта, охорона здоров'я та соціальна допомога — 13,2 %.